# Jérôme De Mayer
Jérôme De Mayer (18 de juliol de 1875 - 18 d'agost de 1958) va ser un tirador amb arc belga que va competir al primer quart del segle xx.
Va participar en els Jocs Olímpics d'Estiu de 1920 a Anvers, on va disputar tres proves del programa de tir. Guanyà la medalla d'or en les proves de tir a l'ocell mòbil, 50 m. per equips i ocell mòbil, 33 m. per equips, i la de plata en la de tir a l'ocell mòbil, 28 m. per equips.